# Günther Knipp
Günther Knipp (* 17. Juli 1935 in Frankenstein, Landkreis Frankenstein i. Schles., Provinz Niederschlesien; † 9. Oktober 2019) war ein Bildender Künstler, Zeichner und Professor.

## Leben und Werk
Knipp studierte an der Hochschule für bildende Künste Hamburg bei Theo Garve und Emil Schumacher (1955 bis 1961) und übernahm dort später eine künstlerische Lehrtätigkeit. Von 1979 bis zu seiner Pensionierung im Jahre 2000 lehrte Knipp an der FH Aachen im Fachbereich Design. Von 1988 bis 1997 war er Mitglied der Darmstädter Sezession. Seit 2001 war er Advisory Professor für Raum und Wand, Farbe und Form an der Southwest Jiaotong University, Chengdu, Volksrepublik China.
Als Zeichner benutzte er Bleistifte verschiedener Härtegrade, wischte und kratzte und schabte in den Karton. Seine Zeichnungen suggerieren Dämmerlicht, Mondlicht, Kühle und Feuchtigkeit. Auf den Zeichnungen zu sehen ist achtlos Weggeworfenes, ein alter Autoreifen in einem Teich, ein Baumstumpf, ein über Morast gelegtes Brett. Es sind Randzonen. Das, was bislang ohne Bedeutung war.
Seine neuen Werke sind vielfältige Farbimpressionen. Entstanden aus verschiedenen Materialien wie Spiegeln, Neonröhren, bunten Kunststoffplatten und bemalten Papierfetzen, die zu einer Rauminstallation arrangiert und dann fotografiert wurden. Oft kommt ein Blick durch das Fenster seines Wohnateliers ins Freie hinzu. Diese Fotos werden auf DIN A4 ausgedruckt und selektiert. Dann mehrfach belichtet und zu Collagen zusammengefügt. Das Resultat dieses Prozesses wird letztendlich auf Leinwand gedruckt, um dann wieder mit Farben und Zeichenstift überarbeitet zu werden, bis ein Unikat entstanden ist.
Als ordentliches Mitglied des Deutschen Künstlerbundes nahm er zwischen 1975 und 1990 an fast allen Ausstellungen teil. 1977 war er auf der documenta 6 in Kassel vertreten. Außerdem stellte er u. a. in der Neuen Nationalgalerie, Berlin und in Kunsthallen Bremen, Düsseldorf, Mannheim sowie in der Ostdeutschen Galerie in Regensburg aus.
Günther Knipp lebte und arbeitete in Aachen und München.

## Auszeichnungen (Auswahl)
- 1971 Bayerischer Kunstförderpreis
- 1972 Deutsche Akademie Rom Villa Massimo
- 1975 Bremer Kunstpreis, Kunstpreis der Böttcherstraße